# Honeywell TFE731
Honeywell TFE731 (prej Garrett TFE731) je družina dvogrednih turboventilatorskih motorjev z reduktorjem. Motor je zasnoval ameriški Garrett AiResearch, pozneje ga je proizvajal AlliedSignal, trenutno pa Honeywell Aerospace.
Od leta 1972 so zgradili več kot 11000 motorjev, ki so zbrali več kot 100 milijonov letečih ur.
TFE731 je zasnovan na podlagi jedra APU naprave TSCP700, ki se je uporabljala na potniškem Douglas DC-10. 

## Različice
TFE731-2
TFE731-3
TFE731-4
TFE731-5
TFE731-20
TFE731-40
TFE731-50
TFE731-60
TFE731-1100

## Uporaba
- Aero L-139
- AIDC AT-3
- Boeing Skyfox
- British Aerospace BAe 125 Series 700
- CASA C-101
- Cessna Citation III
- Cessna Citation VI
- Cessna Citation VII
- Dassault Falcon 10
- Dassault Falcon 20
- Dassault Falcon 50
- Dassault Falcon 900
- FMA IA 63 Pampa
- Gulfstream C-38 Courier
- Gulfstream G100/G150 (prej IAI 1125 Astra SPX)
- Hawker 800/850XP
- Hawker 900XP
- Hongdu JL-8
- IAI 1124 Westwind I
- Learjet 31
- Learjet 35/Learjet C-21
- Learjet 40
- Learjet 45
- Learjet 55
- Learjet 70
- Lockheed 731 Jetstar/Jetstar II
- Textron AirLand Scorpion

## Specifikacije (TFE731-2)
- Tip: Dvogredni turbofan z reduktorjem
- Dolžina: 50 in (127 cm)
- Premer: 39 in (100 cm)
- Teža: 734 lb (333 kg)

- Kompresor: 1 stopenjski ventilator, 4-stopenjski aksialni in še 1-enostopenjski visokotlačni centrifugalni
- Zgorevalna komora: obročasta
- Turbina: 1-stopenjska visokotlačna, 3-stopenjska nizkotlačna

- Največji potisk: 3500 lbf (15,6 kN)
- Tlačno razmerje: 13:1
- Specifična poraba goriva: 0,5 lb/lbf-uro
- Razmerje potisk/teža: 4,7:1